# Didier Dubucq

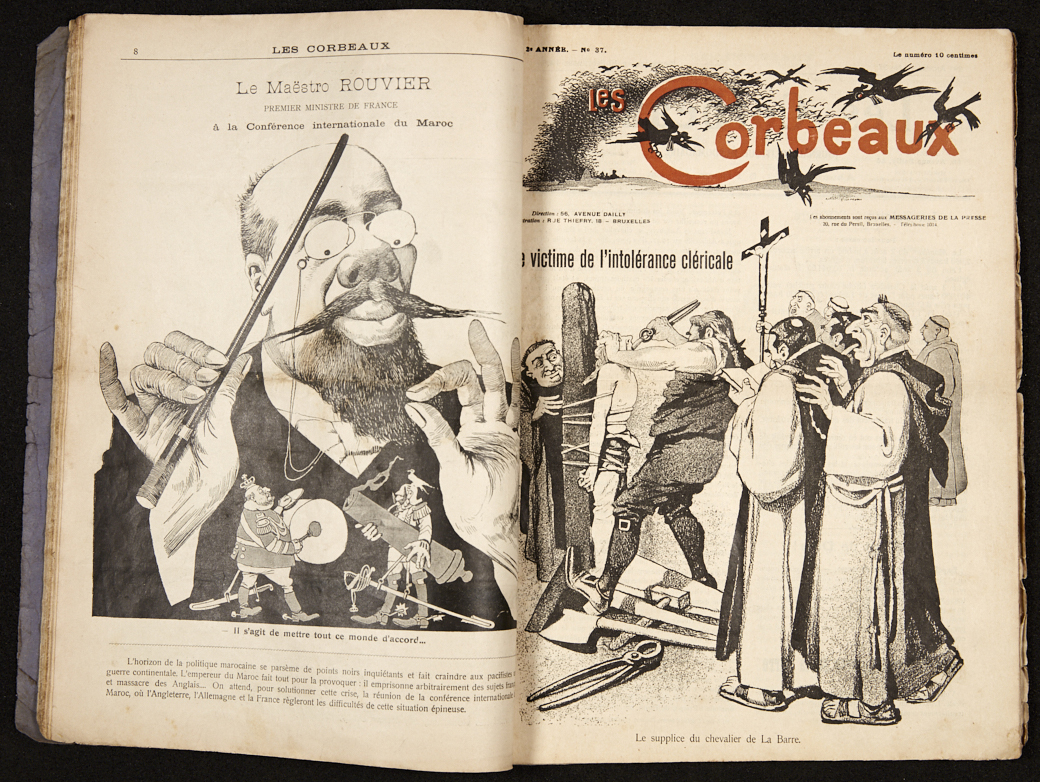
Les Corbeaux, n°37, 10 septembre 1905.

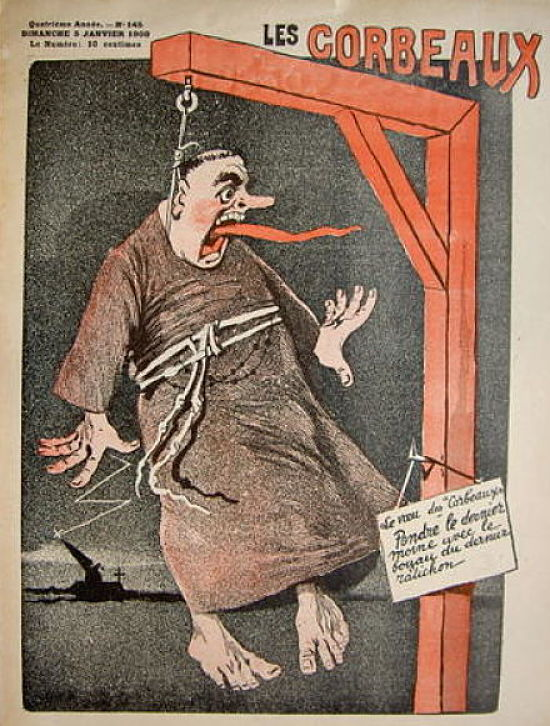
Les Corbeaux, n°145, 5 janvier 1908.

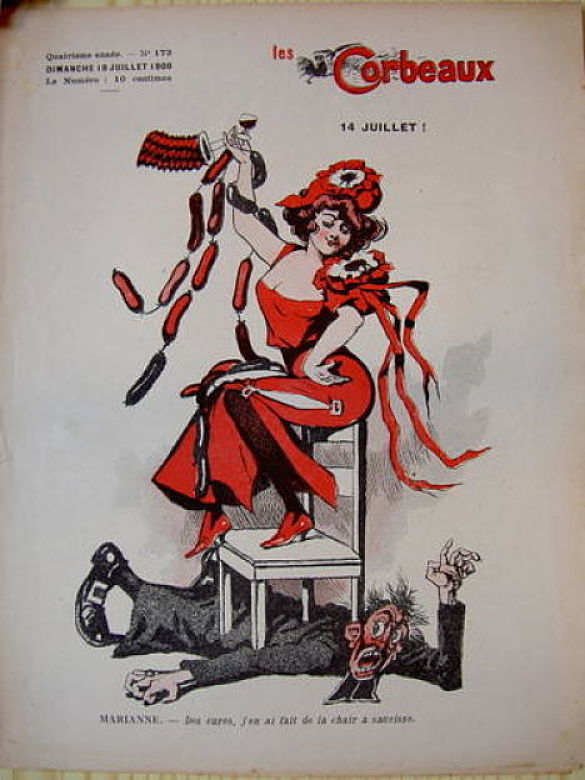
Les Corbeaux, n°173, 13 juillet 1908.

Didier Dubucq est un mystérieux dessinateur et journaliste belge. Libre penseur et anticlérical, il fonde le journal Les Corbeaux, qu'il dirige entre 1904 et 1909. Il signait parfois ses caricatures « Ashavérus ». 

## Parcours
La signature de Didier Dubucq apparaît dès 1901, dans l'un des premiers numéros de L'Assiette au beurre. Ses dessins visent le tsar Nicolas II qui s'était rendu en France pour une visite officielle.
Le nom de Didier Dubucq réapparaît ensuite avec Les Corbeaux, un journal qu'il lance à Bruxelles en mai 1904 : le ton est résolument anticlérical et ce périodique surgit dans un contexte sensible, du moins en France où se prépare la « loi de la séparation des Églises et de l’État » qui fut adoptée le 9 décembre 1905.
D'abord implanté en Belgique, Les Corbeaux paraît le dimanche et est vendu 10 centimes, dans un pays catholique où s'affrontent « cléricaux » d’un côté et « libéraux » de l'autre. Au bout de quelques mois, le périodique est peu à peu boycotté dans les kiosques et les gares : Dubucq attaquait en effet le gouvernement et la monarchie qui justifient l'exploitation ouvrière au nom d'un conservatisme s'appuyant sur la religion. En fin 1905, le militant choisit alors de partir pour Paris où il refonde son journal au 11 rue du Croissant, s'entourant d'une équipe composée entre autres de Maurice Barthélemy, le docteur Simon N., du Belge Joseph Ghysen qui dirige Le Lanternier, de Pierre Érard et d'un certain Gardanne. Le journal est affilié à l'Association nationale des libres penseurs de France, à la Ligue des droits de l’homme, et à l’Association anticléricale des Lanterniers. En 1905, le Reich allemand en interdit la diffusion en Alsace.
Dès le mois de mai 1906 Les Corbeaux éditent des « images de propagande anticléricale (…) à répandre partout ». Il s’agit de tracts de 16 x 18 cm comprenant des dessins anticléricaux sur quinze sujets différents, à distribuer « dans les conférences, les réunions publiques, à la porte des bureaux de vote, dans les cafés », ainsi que des affiches à coller, des calendriers, des almanachs et quantité de cartes postales (environ 150). 
Les Corbeaux ont permis l’affirmation d’un « anticléricalisme populaire, sarcastique et irrespectueux ». En septembre 1906, La Calotte, un nouveau journal anticlérical, sort des presses. 
Au fil des années, le périodique se montre de plus en plus sensible aux questions sociales alors que s'affirme une presse militante à tendance anarcho-syndicaliste et évoque les débats qui traversent le mouvement socialiste et syndical à propos de l’anticléricalisme. 
Après avoir été attaqué en justice en janvier 1909 par une association de Grenoblois pour « outrages aux bonnes mœurs » (tandis qu'un curé avait agressé le colporteur Christin et détruit ses exemplaires), Les Corbeaux disparaît à la fin de l'année 1909.